# Station Ivrea
Station Ivrea is een spoorwegstation van de spoorlijn Chivasso-Ivrea-Aosta, gelegen in de stad Ivrea (Piëmont-Italië). Het station werd in 1858 geopend.